# 狭叶海金沙
狭叶海金沙（学名：Lygodium microstachyum）为海金沙科海金沙属下的一个种。